# Биотичен фактор
В екологията биотичен фактор се наричат взаимодействията между организмите, които оказват влияние върху тях. Биотичните фактори са в рамките на популациите, биоценозите и екосистемата. Те биват отрицателни, положителни и неутрални. Към тях спадат и антропогенните фактори, свързани с негативното влияние на човека. Често са свързани с храната и се проявяват в хранителни /трофични/ мрежи. Според хранителната си специализация организмите могат да се разделят на:
- Монофаги-хранят се само с един вид растения или животни.
- Олигофаги-хранят се с голям брой близкородствени растителни или животински видове.
- Полифаги-хранят се с голям брой различни растения или животни, между които няма близка генетична връзка.

В агрономството биотични фактори, оказващи въздействие върху отглеждането на културните растения са: плевелите, ентомофауната – полезна и вредна, причинителите на болести (микроорганизмите), симбиотичната микрофлора, ненасекомните неприятели.